# Бјуна Виста (Џорџија)
Бјуна Виста (енгл. Buena Vista) град је у америчкој савезној држави Џорџија. По попису становништва из 2010. у њему је живело 2.173 становника.

## Демографија
Према попису становништва из 2010. у граду је живело 2.173 становника, што је 509 (30,6%) становника више него 2000. године.
| Група             | 2000.         | 2010.         |
| Белци             | 301 (18,1%)   | 346 (15,9%)   |
| Афроамериканци    | 1.055 (63,4%) | 1.424 (65,5%) |
| Азијати           | 6 (0,4%)      | 8 (0,4%)      |
| Хиспаноамериканци | 298 (17,9%)   | 368 (16,9%)   |
| Укупно            | 1.664         | 2.173         |